# Rödstrupig myrkardinal
Rödstrupig myrkardinal (Driophlox fuscicauda) är en fågel i familjen kardinaler inom ordningen tättingar.

## Utseende och läte
Rödstrupig myrkardinal är en färgglad fågel, med sotröd ovansida och bjärt röd strupe hos hanen, medan honan är olivbrun ovan med gul strupe. Hanen har även en liten mörk mask över ögat. Lätet är lågt och raspigt, liknat vid ljudet av att riva ett papper itu. Sången är däremot melodisk.

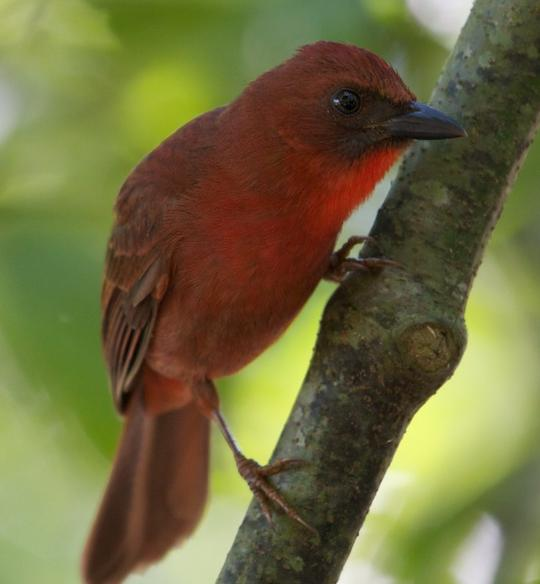
Hane.

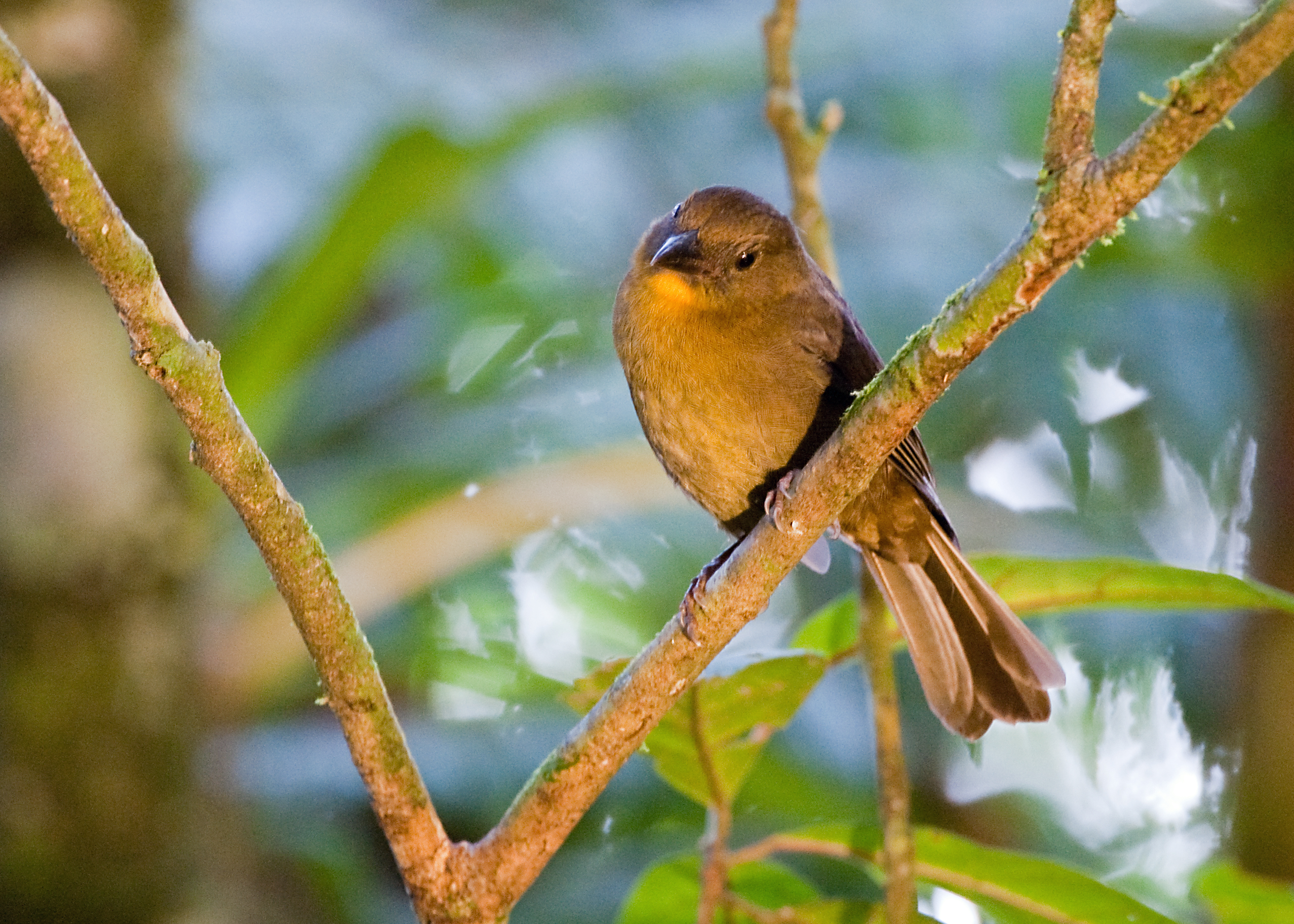
Hona.

## Utbredning och systematik
Rödstrupig myrkardinal delas in i sex underarter med följande utbredning:
- salvini-gruppen
  - salvini – förekommer från sydöstra Mexiko (San Luis Potosí och Veracruz) till El Salvador
  - insularis – förekommer på Yucatanhalvön, Meco[särskiljning behövs], Isla Mujeres och i norra Guatemala
  - discolor – förekommer i tropiska Nicaragua
- fuscicauda-gruppen
  - fuscicauda – förekommer från sydligaste Nicaragua till västligaste Panama
  - willisi – förekommer i centrala Panama (nordöstra Coclé och Colón till västra San Blas)
  - erythrolaema – förekommer längs Karibiska norra kusten i Colombia

### Släktestillhörighet
Arten placerades tidigare i Habia. Denna tillhör dock en grupp med fyra arter som inte är nära släkt med typarten för släktet, Habia rubica. Släktet Driophlox har beskrivits för denna klad.

### Familjetillhörighet
Myrkardinalerna placerades tidigare i familjen tangaror (Thraupidae). DNA-studier har dock visat att de egentligen är tunnäbbade kardinaler.

## Levnadssätt
Rödstrupig myrkardinal är en rätt vanlig fågel i undervegetationen i låglänta tropiska skogar, men kan även ses i intilliggande buskmarker. Trots sitt färgglada utseende upptäcks de vanligen först på lätet. Den ses ofta i små grupper som långsamt rör sig genom vegetationen på jakt efter frukt och insekter, däribland som namnet avslöjar myror.

### Häckning
Fågeln häckar från mars till augusti. Enbart honan bygger boet och ruvar äggen, men hanen och även andra individer hjälper till att mata ungarna. Häckningsframgången är ofta dålig och par kan göra flera häckningsförsök under säsongen.

## Status och hot
Arten har ett stort utbredningsområde och en stor population, men tros minska i antal, dock inte tillräckligt kraftigt för att den ska betraktas som hotad. Internationella naturvårdsunionen IUCN listar därför arten som livskraftig (LC). Beståndet uppskattas till i storleksordningen en halv till fem miljoner vuxna individer.